# Spominski znak Borovnica
Spominski znak Borovnica je spominski znak Slovenske vojske, ki je podeljen za zasluge pri razvažanju plena iz zavzetega skladišča JLA Borovnica med slovensko osamosvojitveno vojno.

## Nosilci
- seznam nosilcev spominskega znaka Borovnica